# In der Wüste
In der Wüste és una pel·lícula alemanya dirigida per Rafael Fuster Pardo, rodada a Berlín el novembre i desembre de 1985, i estrenada el 1987. Està basada en una història d'Antonio Skármeta.

## Argument
La pel·lícula descriu 24 hores de la vida de dos amics, desconeguts en una gran ciutat. A l'atur i sense un cèntim de diners, les perspectives són més que dolentes, sobretot perquè passen gana. Fernando, el xilè, ha arribat al punt més baix del seu estat mental i tot seria realment desesperançador si el seu amic Timur, el turc, no sempre trobés una sortida.
Així que marxen en una odissea per Berlín Occidental, que en aquell moment encara estava emmurallat. Aconsegueixen menjar calent i, per tant, poden valorar millor la situació amb forces renovades.
Fernando coneix l'Anna, que treballa en uns grans magatzems amb la xicota turca de Timur, la Sema. Tots quatre passen la vetllada en bars i cellers musicals de l'escena berlinesa. Per un moment, durant un concert a "Quasimodo", el temps sembla aturar-se durant l'actuació de Jocelyn B. Smith. L'Anna i el Fernando s'apropen a través de la música i el ball, i l'Anna s'acaba quedant amb Fernando durant la nit.
L'endemà al matí, la màgia de l'amor va canviar Fernando; Ella li deixa veure el món amb altres ulls, encara que les notícies de casa siguin més que dolentes.

## Repartiment
- Claudio Caceres Molina: Fernando
- Mustafa Saygili: Timur
- Adriana Altaras: Anna
- Meric Temucin: Sema
- Walter Alich:
- Jocelyn B. Smith: ella mateixa

## Premis i nominacions
- Festival de Cinema Premi Max Ophüls 1987, Premi del Jurat
- Predicar "valuós"
- Festival Internacional de Cinema de Sant Sebastià 1987, Zabaltegi 1987[3]
- Fòrum del 72è Festival Internacional de Cinema de Berlín[4]